# Liste des cavités naturelles les plus profondes de la Marne
La liste des cavités naturelles les plus profondes de la Marne recense, sous forme de tableau(x), les cavités souterraines naturelles connues dans ce département français, dont le dénivelé est supérieur ou égal à dix mètres.
La communauté spéléologique considère qu'une cavité souterraine naturelle n'existe vraiment qu'à partir du moment où elle est « inventée » c'est-à-dire découverte (ou redécouverte), inventoriée, topographiée et publiée. Bien sûr, la réalité physique d'une cavité naturelle est la plupart du temps bien antérieure à sa découverte par l'homme ; cependant tant qu'elle n'est pas explorée, mesurée et révélée, la cavité naturelle n'appartient pas au domaine de la connaissance partagée.
La liste spéléométrique des 11 plus profondes cavités naturelles de la Marne (≥ dix mètres) est actualisée à décembre 2018.
La plus profonde cavité souterraine naturelle répertoriée dans le département de la Marne est  « le gouffre de la Béva », sur la commune de Trois-Fontaines-l'Abbaye (cf. ligne 1 du tableau ci-dessous).

## Cavités de la Marne (France) dont la dénivellation est supérieure ou égal à 10 mètres
11 cavités sont recensées au 31-12-2018.
| Réf. | Cavité (autres noms)        | Commune                  | Massif ou zone | Coordonnées (WGS 84)        | Dénivel. (mètres) | Développe. (mètres) | Sources ou références                                | Mise à jour |
| ---- | --------------------------- | ------------------------ | -------------- | --------------------------- | ----------------- | ------------------- | ---------------------------------------------------- | ----------- |
| 1    | Gouffre de la Béva          | Trois-Fontaines-l'Abbaye |                | 48° 43′ 03″ N, 4° 59′ 59″ E | +0050, m          | +017 400, m         | plongeesout.com, & Maison Lorraine de la Spéléologie | 2015-06     |
| 2    | Gouffre de la Belle Épine   | Trois-Fontaines-l'Abbaye |                | 48° 42′ 52″ N, 5° 00′ 39″ E | +0041, m          | NC                  | Spéléométrie de la France                            | 2000-12     |
| 3    | Gouffre de la Comète        | Trois-Fontaines-l'Abbaye |                | 48° 43′ 32″ N, 5° 00′ 06″ E | +0040, m          | +001 500, m         | Spelunca n°137 & Maison Lorraine de la Spéléologie   | 2015-06     |
| 4    | Fosse Martin-Godard         | Verzy                    |                | 49° 08′ 30″ N, 4° 09′ 44″ E | +0040, m          | +000120, m          | Spéléométrie de la France                            | 2000-12     |
| 5    | Gouffre de la Taille Clergé | Trois-Fontaines-l'Abbaye |                | 48° 43′ 36″ N, 4° 59′ 26″ E | +0038, m          | +0 00040, m         | Maison Lorraine de la Spéléologie                    | 2007-08     |
| 6    | Gouffre du Creusin          | Villers-Marmery          |                | 49° 08′ 08″ N, 4° 10′ 13″ E | +0034, m          | +000150, m          | Spéléométrie de la France                            | 2000-12     |
| 7    | Nouveau Réseau              | Trois-Fontaines-l'Abbaye |                | 48° 44′ 08″ N, 4° 59′ 26″ E | +0030, m          | +000600, m          | Maison Lorraine de la Spéléologie                    | 2015-06     |
| 8    | Aven de la Taille Clergé    | Trois-Fontaines-l'Abbaye |                | 48° 43′ 34″ N, 4° 59′ 35″ E | +0030, m          | NC                  | Maison Lorraine de la Spéléologie                    | 2000-12     |
| 9    | Fontaine de Trépail         | Trépail                  |                | 49° 06′ 42″ N, 4° 10′ 37″ E | +0026, m          | +001 000, m         | Spéléométrie de la France                            | 2000-12     |
| 10   | Grotte des Ponts            | Cheminon                 |                | 48° 44′ 58″ N, 4° 56′ 54″ E | +0022, m          | +001 240, m         | Maison Lorraine de la Spéléologie                    | 2015-06     |
| 11   | Fontaine aux Cochons        | Louvois                  |                | 49° 06′ 29″ N, 4° 08′ 19″ E | +0010, m          | NC                  | Grottocenter                                         | 2000-12     |